# Who's gonna stand up
Who's gonna stand up is een lied dat werd geschreven door Neil Young. Hij bracht het in 2014 uit op een single, zowel op vinyl (12"-maxisingle) als op cd. Daarnaast verscheen een georkestreerde versie op zijn album Storytone.

## Uitvoeringen
Young kwam met verschillende versies. Zij eerste uitvoering was in juli 2014 in Liverpool tijdens een live-optreden met Crazy Horse. Andere versies volgden en verschillende ervan bracht hij uit via zijn website. Uiteindelijk plaatste hij de volgende vier op een single:
1. Akoestische soloversie
2. Begeleid door een orkest
3. Live met Crazy Horse, en
4. Gezongen met kinderen.

## Tekst en achtergrond
Young werd geïnspireerd tot het nummer toen hij de anti-lobby-documentaire Under the influence zag. Hierna steunde hij deze documentaire en andere initiatieven, zoals de klimaatmars in New York en - zoals ook al eerder -  met een optreden tijdens Farm Aid.
De titel van het lied maakt deel uit van het refrein en luidt voluit (vertaald): Wie staat er op om de aarde te redden? Het gaat hierbij om milieukwesties. Aan het eind van het refrein zingt hij: Dit begint allemaal met jou en mij. Hij neemt het op tegen grote corporaties en de invloed die ze uitoefenen op de regering. De titel is dan ook meer een oproep dan een vraag. De boodschap van het lied past goed in het repertoire van Young, waarin zich een groot aantal protestliederen bevinden.